# GWR Records
La GWR Records è stata un'etichetta discografica indipendente attiva nel Regno Unito dal 1986 al 1991.

## Storia
Nel 1984, le difficoltà finanziarie della Bronze Records di Gerry Bron avevano portato a una pausa nell'attività di registrazione per Motörhead. I manager dei Motörhead Douglas Smith e Dave Simmons annullarono il contratto e Bron vendette i diritti della Bronze Records al proprietario della Legacy Record, Ray Richards.
Richards contattò quindi Smith proponendogli una joint venture per pubblicare i dischi dei Motörhead, portando alla nascita della GWR Records (che prende il nome dall'indirizzo commerciale di Smith di 15 Great Western Road). Oltre ai Motörhead, l'etichetta ha pubblicato principalmente album di band associate a Smith, come Girlschool, Fastway, Hawkwind, Tank, Atomgods e Anti-Nowhere League ed altre band della scena di Thrash metal. Nel 1989 anche gli italiani Miss Daisy.
Nel 1992 Smith venne estromesso dal ruolo di amministratore delegato dell'azienda, e il catalogo dell'etichetta fu assorbito dalla Castle Communications che in seguito divenne parte della Sanctuary Records.

## Artisti
- 7 Seconds
- Atomgods
- Anti-Nowhere League
- Batfish
- Andrea Black
- The Batfish Boys
- Cro-Mags
- Danzig
- Deathwish
- Elvis Hitler
- Fastway
- Girlschool
- Gary Glitter
- Hawkwind
- Hear 'n Aid
- Helix
- Holy Moses
- Killer Dwarfs
- King Kurt
- The Kurts
- Lloyd Langton Group
- Living Death
- Mass
- Miss Daisy
- Mekong Delta
- Ronnie Montrose
- Motörhead
- MX Machine
- Num Skull
- The Pandoras
- Personal Effects
- Plasmatics
- Sacrilege B.C.
- SGM
- Social Distortion
- Sword
- Tank
- The Texas Instruments
- Jon Mikl Thor
- Tokyo
- The Tritonz
- True Sounds of Liberty
- The Vandals
- Wendy O. Williams
- Wasted Youth
- Würzel